# Lomgöl (Blackstads socken, Småland, 640256-152281)
Lomgöl är en sjö i Västerviks kommun i Småland och ingår i Botorpsströmmens huvudavrinningsområde.